# Buonabitacolo
Buonabitacolo é uma comuna italiana da região da Campania, província de Salerno, com cerca de 2576 habitantes. Estende-se por uma área de 15 km², tendo uma densidade populacional de 172 hab./km². Faz fronteira com Montesano sulla Marcellana, Padula, Sanza, Sassano.

## Demografia
| Variação demográfica do município entre 1861 e 2011                               |
|                                                                                   |
| Fonte: Istituto Nazionale di Statistica (ISTAT) - Elaboração gráfica da Wikipedia |